# 시편
시편(詩篇, 히브리어: תְהִלִּים, 그리스어: Ψαλμός, 영어: Book of Psalms)은 유대교 경전 타나크(기독교의 구약성경)의 세번째 부분인 케투빔의 첫 번째 책이다. 히브리어로 된 종교적 찬송가의 선집, 즉 앤솔로지이다. 각 장을 지칭할때에는 특별히 '장'이 아닌 '편'이라는 단어를 쓴다. 시편을 주제로 하여 부르는 노래는 시편가(Psalter)라고 한다. 과거에는 성영(聖詠)이라고도 했었다.
유대교와 서방 기독교 전통에서는 150편으로 구성되어 있으며, 동방 기독교 교회들에서는 몇 편이 더 포함되어 있다. 크게 다섯 부분으로 나뉘며, 각 부분은 찬양 시인 영광송(doxology)으로 끝난다. 시편의 유형에는 찬양, 공동체적 및 개인적 탄식, 제왕시, 저주, 개인적 감사의 시편 등이 포함되며, 공동체적 감사, 지혜, 순례와 같은 다른 유형도 존재한다.
많은 시편이 다윗 왕과 아삽, 고라의 아들들, 솔로몬과 같은 성경적 인물들에게 귀속되었으나, 다윗의 저작성은 대부분의 현대 성서학자들에게 거부되며 대신 기원전 9세기에서 5세기 사이 다양한 저자들에 의해 쓰였다고 본다. 시편은 이스라엘이 가나안을 정복한 시기부터 포로기 이후까지 작성되었으며, 기원전 5세기에 지금과 같은 형태로 집대성된 것으로 여겨진다. 사해 문서에 따르면 시편 후반부(90~150편)는 1세기 중반에도 고정된 형태가 아니었던 것으로 나타난다.

## 제목 및 배치
히브리어로 세페르 테힐림(סֵפֶר תְּהִלִּים)이라는 명칭은 기원전 1세기부터 사용되었으며, 가장 이른 증거는 쿰란 사해문서 가운데 하나인 4Q491 필사본에서 발견된다. 이 명칭은 '두루마리'(세페르)에 시편 몇 편이 적혀있는 경우를 의미하는 경우도 의미하여, 반드시 마소라 본문처럼 150편이 모두 포함된 형태를 가리키는 것은 아니다. 히브리어의 불규칙한 남성 복수형인 '테힐림'은 여성 단수형 '테힐라'(תְּהִלָּה)에서 파생되었는데, 이 단어는 시편 145편에만 제목으로 쓰인다. 전체 시편집에 '테힐림'이라는 명칭이 붙게 된 데에는 '찬양하다'라는 뜻의 동사 הלל(힐)에서 유래한 대중적인 예배용 후렴구인 할렐루야(הַלְּלוּיָהּ)의 영향이 있는 것으로 추정된다. 각 시편을 찬양, 찬미가, 송가 등으로 묘사하는 것은 다소 직관에 맞지 않는데, 시편집의 앞부분에는 탄식시가 많이 포함되어 있기 때문이다. 그러나 베른트 야노프스키(Bernd Janowski)의 해석에 따르면, 시편집 전체의 구성이 탄식에서 찬양으로 나아가는 '체험의 여정'을 형성하고 있기 때문에 이 같은 명명이 이해될 수 있다.
기독교 전통에서 일반적으로 사용되는 명칭인 '시편'의 영어 원어 'Psalm'은 고대 그리스어 ψαλμός(psalmós)에서 유래하였는데, 이는 '현악기로 연주되는 노래'라는 뜻으로, 동사 ψάλλειν(psállein, '현악기를 연주하다')에서 파생되었다. 헬레니즘 시대에 구약성경이 그리스어 성경인 70인역으로 번역될 때, 150편의 시편 중 57편을 시작하는 히브리어 단어 '미즈몰'(מִזְמוֹר, '현악 반주가 동반된 낭송시')을 번역하기 위해 psalmós가 선택되었다. 주요 70인역 사본 중에서 코덱스 바티카누스는 책 제목으로 ψαλμοί(psalmoí, '시편들')를 사용한 반면, 코덱스 알렉산드리누스는 ψαλτήριον(psaltḗrion, '현악 노래의 모음집')이라는 용어를 사용하고 있다. 이러한 명칭들에는 현악기를 연주하던 다윗의 이미지가 반영되어 있으며(사무엘상 16장 23절 참조), 다윗은 전통적으로 시편의 주요 저자로 간주되었다.
유대교의 성경인 타나크에서는 전통적인 유대 경전인 마소라 본문을 따르며, 시편(세페르 테힐림)은 세 번째 주요 구분인 성문서, 즉 케투빔(כְּתוּבִים)의 시작 부분에 위치하고, 그 안에서도 보통 가장 앞에 배치된다. 다만, 성문서 내에서의 성경 각 권의 순서는 엄격히 정해져 있는 것은 아니다.
기독교의 구약성경에서 시편은 지혜문학에 속하며, 일반적으로 욥기 다음, 두 번째 자리에 배치된다.

## 시편의 기원과 편집

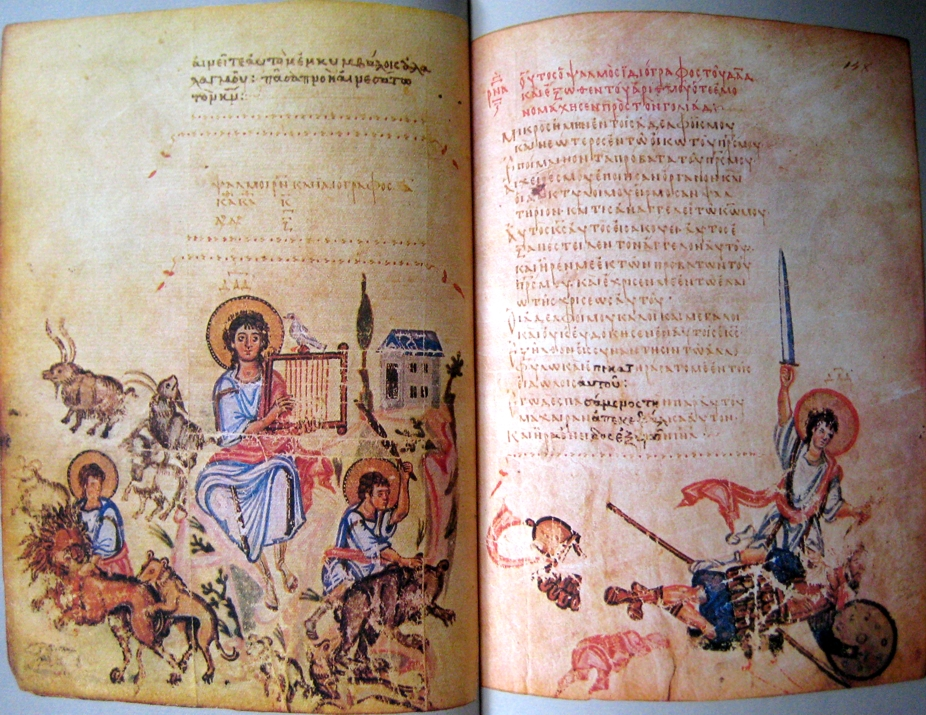
IX

유대교 전통은 시편이 다윗 왕의 작품이라고 보고 있다. 현대 학자들은 시편이 여러 작가가 만들었으며, 다수는 저자가 알려지지 않았다고 여긴다.
많은 시편에 표제가 있는데 이 표제는 그 시 저자가 누구인지, 또 그 시 만든 상황을 간략하게 표시하고 있다. 이 표제들은 마소라 본문과 70인역 사이 많은 차이가 있다. 표제가 있는 시편 가운데 73개가 다윗 왕을 작가로 언급하고 있다. 시편은 전체로 다섯 권 책의 형태 인데, 이 현재 모양으로 편집한 게 아마 추방 이후로 추정한다.
시편 50편, 73~83편은 "아삽의 시"라는 표제가 붙어 있으며, 42편, 44~49편, 84편, 85편, 87편, 88편은 "고라 자손"의 시라는 표제가 붙어 있다.
전통적으로 표제가 그 시 저자나 기원에 관한 정확한 정보를 알려준다고 간주했다. 그렇게 보는 것은 그 표제가 시편 기자의 것이거나 각 시편이 생겨난 지 얼마 지나지 않아 첨가된 것으로 보았기 때문이다. 오늘날의 비평가들은 대개 표제가 후대 편집자들의 첨가이기 때문에, 그것이 붙은 시의 기원이나 만들어진 상황을 정확하게 알려준다고 보지 않는다. 그래서 많은 경우 시편들의 기원이나 산출된 상황에 대하여 여러 가지 이견들이 있다.

### '다윗의' 시편
19세기까지 시편의 저자는 다윗인 것으로 여겨졌다. 특별히 시편 자체에서 다윗의 이름으로 칭해지는 시편은 모두 73편이나 된다. 칠십인역은 더욱이 14편의 시가 추가로 다윗의 것으로 여기고 있다. 대체로 신약성경 저자들은 시편의 저자가 다윗인 것을 당연히 여기고 있다. 마르코의 복음서 12장 35절에서 37절을 보면 “다윗이 성령에 감동하여 친히 말하되”라며 다윗의 저작설을 확고히 여기고 있다 (이 인용된 시편 110편 (1절)은 다윗의 시라고 표제가 적혀 있다). 사무엘 상·하서도 역시 사무엘이 죽은 이후의 이야기가 나옴에도 저자가 사무엘로 되어 있다. 이것은 오경이 모세의 이름으로, 잠언을 솔로몬의 이름으로 칭하는 것과 같다.
그러나 전적으로 시편과 다윗의 관계가 없는 것은 아니다. 다윗이 음악적 재능이 탁월했음도 그가 시편의 많은 부분에 개입했음을 알게 해준다.
그럼에도 시편의 전체도 다윗의 것이 아니며, 다윗의 이름의 표제가 있다고 다윗의 시가 되는 것은 아니다. 시편의 표제의 “레다윗”이라는 말도 “다윗에 의해서”라고 할 수 있지만, “다윗을 위한”, “다윗에 관한”이라는 해석도 가능하다. 말하자면 다윗의 시편이라는 것은 왕궁에서 불릴 수 있는 인증서 같은 것이라 볼 수 있다. 하지만 후대로 가면서 더 많은 시편을 다윗의 삶과 연관시키면서 다윗의 이름으로 칭해진 것들이 많아진다.

## 시편 분류의 차이
칠십인역 및 불가타 성경과 히브리 말 성경의 장절 표기가 다르다. 1편부터 8편까지는 차이가 없지만, 9편부터 147편까지 차이가 있다.
| 히브리어 장 구분 (마소라) | 그리스어 장 구분 (70인역과 불가타 성경) |
| ------------------------- | --------------------------------------- |
| 1–8                       | 1–8                                     |
| 9–10                      | 9                                       |
| 11–113                    | 10–112                                  |
| 114–115                   | 113                                     |
| 116                       | 114–115                                 |
| 117–146                   | 116–145                                 |
| 147                       | 146–147                                 |
| 148–150                   | 148–150                                 |

## 내용
시편은 150편이 총 5권으로 나뉘어 있다.

### 제1권 (1편-41편)

#### 시편 구성에서 1편과 2편이 차지하고 있는 중요성
시편의 첫머리는 이스라엘 신앙에 대한 핵심적 언급이다. 1편에서 권하는 복된 삶은 여호와의 율법을 즐거워하고 묵상하는 삶이다. 시편 1편의 율법은 시편 전체에 나타나는 여호와의 가르침이라 할 수 있다. 따라서 시편 1편은 다음 시편들로의 초대인 것이다. 1편이 개인적인 차원이라면 2편은 국제적인 차원으로 포로 후기 것을 제시한다. 토라에 나타난 하나님의 뜻의 계시와 하느님 나라를 이루기 위해서 오시는 메시야에 대한 믿음의 두 주제는 시편이 그 최종적 형태를 갖추기 이전부터 전해오는 유대인들의 기본적인 신앙을 알 수 있게 해준다.

#### 시편 8편
- 시편 8편은 다윗의 일흔 세편의 시 중에 하나로 구성상 제 1권에 속한다.
- 시편은 보통 네 가지의 유형으로 구성되는데 신앙 공동체의 시, 개인적인 신앙 고백의 시, 찬양의 시, 왕의 시(Royal Psalm), 그리고 그 밖의 것들이다.
- 시편 8편은 그 중에 찬양의 시에 해당하며 찬미의 대상에 따라 분류한 것 중 '창조주 하나님의 위대하심을 찬양하는 시'에 해당한다. (시편 8편 외에 19편, 29편, 104편이 이에 해당한다.)
- 시편 8편은 자연계에 드러난 창조주 하나님의 권능과 영광, 인간에 대한 은총을 찬양한 시다. 본 시는 이스라엘의 회중 예배나 절기 때에 자주 불렀다고 한다.
- 표제에서 다윗의 시임을 밝히고 있다. 또한 이 시는 '인도자를 따라 깃딧에 맞춘 노래' 인데 '깃딧'은 기쁨의 노래 라는 뜻이다. 깃딧은 '가드'에서 유래된 가락 또는 악기를 가리키는 것으로 추정된다.
- 주석에 따르면, 시편 기자는 여기에서 하나님께 그의 이름에 합당한 영광을 드리고 있다. 하몬드(Hammond) 박사는 이 시편의 표제를 그것이 지어지게 된 동기와 관련시켜 추측하고 있다. 깃딧(Gittith)은 일반적으로 음률이나 혹은 악을 가리키는 것으로 여기에 맞추어 이 시편이 노래되었다고 여겨지고 있다.
- 본 시의 처음과 마지막 구절이 동일하게 단어로 사용된 부분을 볼 때, 문학에서 말하는 ‘수미상관법’과 유사하다. 이 역시 강조의 의미로 사용되었다.
- 특별히 5절의 내용에서 종의 신분으로 낮아지셨다가 부활하신 그리스도에 대한 예언이 내포되어 있다. (히 2:5-9)

#### 시편 16편
이 시에는 “다윗의 믹담”이라고 머리말이 붙어 있다. 사람들은 이 시를 “순금의 시”라고 부르는데, 그 내용이 순금처럼 아름답다고 해서 이렇게 부른다. 에인즈워스는 이 시를 “다윗의 보석”이라고 불렀다. 호커 박사는 이 시의 아름다움을 감상하면서 이렇게 말했다:“어떤 사람은 이 시를 귀한 시라고 하고, 다른 사람은 순금의 시 또는 귀한 보석과 같은 시라고 한다. 성령께서는 사도 베드로와 바울을 통해서 이 시가 예수 그리스도에 관한 시라는 것을 말했는데, 그분에 대해 기록된 것들은 순금처럼, 또한 보석처럼 귀한 것이다.” 아직까지 “믹담”이란 용어에 대해서는 언급하지 않았는데, 이 용어는 시 56, 57, 58, 59, 60편에도 나타난다. 이 시들은 기도로 시작함으로써 고난을 당하고 있다는 것을 내포하고 있으며, 하나님에 대한 신뢰가 넘치고, 궁극적으로는 안전과 즐거움을 누릴 것에 대해 확신하는 노래로 끝을 맺는다. 알렉산더 박사의 해설은 특히 귀한 것인데, 그는 “믹담”이란 말은 ‘비밀’ 또는 ‘신비’를 뜻하며, 이것은 이 시에 교리적으로, 그리고 영적으로 깊은 의미가 포함되어 있다는 것을 나타내 준다고 했다. 만일 그의 해석이 옳다면, ‘비밀’이라는 말을 ‘귀한 시’라고 부르는 것과 합하여 ‘귀한 비밀에 대한 시’라고 부를 수 있을 것이다.
순금처럼 귀한 이 시의 신비를 해석하는 데 인간적인 해석을 하지 않도록 하기 위해 성령께서는 베드로를 통해서 “다윗이 저를 가리켜”(행 2:25)라고 말하면서 이 시가 그리스도에 대한 시라는 것을 밝혔다. 베드로는 그의 설교를 통해서 이렇게 전했다:“형제들아 내가 조상 다윗에 대하여 담대히 말할 수 있노니 다윗이 죽어 장사되어 그 묘가 오늘까지 우리 중에 있도다 그는 선지자라 하나님이 이미 맹세하사 그 자손 중에서 한 사람을 그 위에 앉게 하리라 하심을 알고 미리 보는 고로 그리스도의 부활하심을 말하되 저가 음부에 버림이 되지 않고 육신이 썩음을 당하지 아니하시리라 하더니”(행 2:29－31). 바울도 성령의 감동을 받아 이 시를 인용하면서, 다윗이 “죄 사함”을 전하게 하는 “이 사람”에 대해 기록한 것이라고 했다(행 13:35－38). 주경가들은 대부분 이 시를 다윗에게, 성도에게, 그리고 예수 그리스도께 적용한다. 그러나 우리는 이 시를 “그리스도에 대한 시”로 이해할 것이다. 9, 10절에서, 제자들이 변화산에서 다른 사람은 보지 못하고 주 예수만을 보았던 것처럼, 우리도 주님만을 보기 때문이다.
구성－이 시는 전체적으로 농축되어 있어서 인위적으로 내용을 구분하기가 쉽지 않다. 다음과 같이 구분해 보는 것으로 충분할 것이다.
- 1절 주께서 드리는 믿음의 기도.
- 2－5절 여호와만을 믿을 것을 선언함.
- 6－7절 현재에 대한 믿음으로 만족함.
- 8－11절 미래에 대한 확신으로 즐거워함.

### 제2권 (42편-72편)
43편에 표제가 따로 없는 것과 내용중 반복되는 같은 후렴구로 이루어져 있는 것을 고려해볼 때, 시편 42편과 43편은 연결되어 있는 하나의 시로 여겨진다. 후렴구를 고려해볼때 3연으로 나눠볼 수 있다(제1연 :1-5절, 제2연 :6-11절, 제3연 :43편 전체).

##### 시편 51편
본 시는 시편에 등장하는 7편의 참회시(시 6편, 25편, 32편, 38편, 51편, 130편, 143편)중 다섯 번째 참회시이다. 다윗이 밧세바를 범한 일로 나단 선지자로부터 책망을 받았을 때 자신을 죄를 회개하며 지은 시다. 그는 이 시를 통해 자신이 인간뿐 아니라 하나님 앞에서 범죄하였음을 고백하며 자신의 심령을 변화시켜 달라고 하나님께 간구하였다.
다윗은 이스라엘 민족사에서 하나님이 선민에게 허락하신 약속의 땅의 경계를 처음으로 완전 정복한 영광스러운 승리의 왕이었으며 여호와를 의지하는 신앙의 순결을 가진 자였다.
이런 다윗이 순간의 유혹으로 인해 가증스러운 범죄를 자행하게 된다. 하지만 다윗은 하나님께 자신의 죄를 고백하고 사죄하며 처절히 절규하는 모습을 보여준다. 이런 점에서 우리는 다윗의 위대성을 볼 수 있다. 다윗 또한 불완전한 인간으로서 결백한 삶을 살지는 못했지만 여호와 신앙의 순수성을 유지하려고 노력했으며 죄를 지었을때는 그 죄를 즉각 인정하며 하나님께 사죄했다는 점을 통해 그의 위대성을 확인 할 수 있다. 그리고 하나님은 이런 다윗을 버리시지 않으시고 그가 영광과 승리의 삶을 살도록 축복하신다.
개요
- 죄를 씻어주기를 간구(1-2절)
- 죄를 깨닫고 시인(3-6절)
- 죄를 씻어주기를 다시 간구(7-9절)
- 심령의 갱신의 간구(10-12절)
- 회복의 은혜 체험을 전제한 세 가지 서원들(13-19절)

### 제4권 (90편-106편)
89편 38절을 기준으로 시편 전체의 분위기가 바뀐다.

#### 시편 96편

##### 시편 96편의 개요
시편은 포로기 전후의 찬송가로 알려져 왔다. 새 노래로 시작하는 시편이 96편, 98편, 149편 세 편이 있고 그 중에 96편이 제일 먼저 수록 되어 있다."새로운 애정의 산물인 새 노래로 노래하라." 새 노래는 새로운 애정을 표현하기 위한 노래다. 새 노래는 새 계명의 노래, 곧 새 언약과 그 언약의 특권들에 대한 찬양의 노래이다. 이것이 바로 이방인들의 소명에 대한 예언이다. 저자는 시편에는 별도로 부기된 것이 없으나 다윗이 지어서 아삽과 그 형제들에게 부르게 한 찬송시인 역대상 16장23-33절과 동일한 것으로 보아 다윗의 시일 것이라고 본다. 가장 높으신 왕이신 하나님을 찬양하라고 모든 백성들, 모든 피조물들, 모든 호흡이 있는 자들에게, 세계의 창조주이시며, 그의 백성들의 구주이시며, 유일하시고 참되신 하나님께 즐거운 찬양을 드리라고 요청하고 있다.

##### 시편 96편의 저자
이 시편은 히브리어 원문 성경에 어떠한 표제어도 전혀 붙어 있지 않다. 하지만 고대 역문들(Septuagint, Vulgate, Aethiopic & Arabic Versions)은 다윗의 작품인 것을 인정하고 있다. 70역과 라틴어 역본인 불가타역에서는 다음과 같은 표제어가 이 시편에 붙어 있다. “포로 이후에 집을 세울 때, 다윗의 송시."
이러한 점을 미루어 볼 때 96편이 다윗의 시라는 데는 별로 이견이 없는듯하다. 박윤선 박사는 역대상 16장에 나오는 다윗이 아삽에게 준 시와 유사하다고 보며 다윗의 저작임에 틀림없다고 말한다. 정말로 이 시편은 언약궤가 시온 산에 옮겨졌을 때 불러졌으며 역대상 16장 22~33절에 기록되어 있는 찬송시의 부분과 거의 정확하게 일치를 하고 있다. 그래서 본래 이 시편이 위에서 언급된 경우에 사용하기 위해서 다윗에 의해 저작 되었으며, 그리고 이 시편이 역대상 16장 8~36절에 기록이 되어 있는 것은 이 시편이 제 2차 성전 봉헌식에 사용되기 위해 발췌되었을 가능성을 지니고 있다. 때문에 일부 주석가들은 본서의 저자를 다윗으로 단정한다. 그러나 원저자인 시를 후대의 누군가가 다시 수정하였을 가능성도 전혀 배제할 수 없다.

##### 시편 96편의 주제
본서는 창조주 하나님의 온 세상과 온 피조물들에 대한 주권적 통치를 노래하는 ‘신정시’이면서도 부분적으로는 메시야 왕국의 도래에 대하여 예원하는‘메시야 예언시’이기도 하다. 본 시는 신약에서의 언급이 없다. 하지만 칼빈, 행스텐베르그, 델리취 등은 본 시를‘메시야 시’로 해석하였다. 박윤선 박사 또한 이 시편의 주제를 ‘하나님의 통치를 찬송함’으로 보면서 장차 임할 여호와의 통치를 내다보는 메시야 시라고 했다. 칼빈은 본문을 이스라엘 분만 아니라 만민들을 향하여 ‘하나님을 찬양하라’고 권하는 메시야 왕국의 예언시라고 보았다. 엘런 로스는 말하기를 “모든 곳에 있는 사람들과 모든 자연의 요소들에 이르기까지 주님의 통치를 찬양하라고 요청하는 것이 본 시편이다”라고 했다. 저자인 시인이 거듭 말하고 있는 것이라면 바로 이 시의 중심 내용일 것이다.

##### 시편 96편의 배경
히브리 원전에서 본서의 명칭은 '테힐림(Tehillim)'이다. 그것은‘찬송’이라는 의미이다. 주요 헬라어 역본들은 이것을 ‘미즈모르(mizmor)', '노래’라는 또 다른 히브리어 단어로 번역한다. 헬라어역인 칠십인역에서는 “거문고에 맞추어 부르는 노래”라는 뜻인 ‘프살모스’(Psalmos)로 표기하고 있고, 라틴어역 에서도 그 영향을 받아‘프살모룸’이라 부르고 있다. 영어 성경의 Psalms 또한 거기서 유례된 것이며 한문 문화권에서는 한결같이 ‘시편’이라는 말을 쓰고 있다. 또 하나의 잘 알려진 영어 명칭인 ‘Paslter'는 70인역으로 알려진 헬라어역 사본인 A.D. 5세기의 알렉산드리아 사본에서 왔다. 이 사보은 시편에 대해 “현악기”라는 의미를 가진 'Psalterion'이라는 제목을 붙였다. 이 단어는 사실 시편의 헬라어 사본에서 “수금(lyre)"이라는 뜻의 히브리어 ‘키노르(kinor)'와 '네벨(nevel)'에 대한 번역어로 여러 번 등장하며 알렉산드리아 사본은 이것을 시편의 제목으로 격상시켰다. 히브리어 원전에서는 시편이 성문서(Kethubim)라고 하는 제 3 구분 첫머리에 배치되어 있다. 이것은 시편이 성문서 중 가장 중요시되었다는 사실을 말해 주고 있으며, 이것이 제 3 구분에 있는 것은 그 편집이 후대에 이루어졌다는 사실을 암시한다. 현행 시편은 전 5권으로 구성되어 있는데 각 권 사이에 두드러진 특징이 있는 것은 아니다. 5권의 구분을 통하여 시편이 모세 오경과 상응하는 책으로서 새로운 하나님의 말씀이라는 점을 시사한다. 그래서 유대교 전통에서는 “모세는 이스라엘에게 다섯 권의 책을 주었고 다윗은 이스라엘에게 다섯 권의 시편을 주었다”고 말한다. 모세오경에 비교되는 시편의 다섯 권의 구조는 시편의 지위를 정경의 일부로 확립하거나 확인시켜 주려는 의도를 가지고 있었다고 볼 수 있다. 5권의 시편 구분 중 96편은 제 4권에 속하며 제 4권은 90~106편으로 총 17편으로 이루어져 있다. 하나님의 우주적인 통치하는 시편이 많으며 93~100편에는 “여호와께서 통치하시니”라는 표현이 자주 등장한다. 제 4권을 시작하는 시편 90편은 하나님께서 오랜 세월 동안 이스라엘의 강력하고 안전한 피난처가 되셨음을 입증하는 “하나님의 사람”모세의 글이다. 이 시는 여호와께서 다윗 언약을 파기하신 것이 이스라엘의 잘못 때문이라는 사실을 전혀 언급하지 않았던 시편 89편과 달리 겸손하고 고백적인 마음을 토로한다. 시편 89편이 다윗 언약의 실패에 관한 내용을 언급한 이후에 시편 90편은 그 원인이 하나님께 있는 것이 아니라 이스라엘에게 있다는 사실을 인정한 모세의 기도인 것이다. 월슨이라는 학자는 제 4권이 시편의 최종 편집에 있어서의 핵심적인 내용이라고 말한다. 그는 이것이 다윗 언약에 대해 확인하고 있다고 믿는다. 하지만 하젤 불록은 이 부분의 편집에는 다른 목적이 있다고 말한다. 즉 완전히 실패한 다윗 언약으로부터 아브라함 언약과 모세 언약, 특히 모세 언약으로 관심을 돌리게 하려는 목적이 있다는 것이다. 사실 모세의 이름은 시편 90~106편 사이에 7번 등장한다. 시편 90편에는 이 절망한 나라에 희망을 가져다 줄 한 사람을 소개하는 음성을 들을 수 있다. 모세는 죽었으나 이 시를 통하여 이스라엘을 위하여 기도한다. 다윗 언약으로부터, 그리고 사라진 왕조로부터의 전환에 관한 내용은 시편 제 4권이 초점을 맞추고 있는 “여호와 왕권”에서 발견된다.시편 96편은 시편 중 제 4권에 속하면서 그 중 95~100편으로 이루어져 있는 신정시에 포함된다. 95~100편 사이에는 선민 이스라엘 역사를 중심으로 이 땅의 전 역사를, 나아가 전 우주를 다스리시는 신정사상을 찬양 선포하는 신정시들이 연속되어 나온다. 한편 이 신정시 모음집 이외에도 시편 전체에 걸쳐서 20, 47, 89, 93, 101, 132, 144편, 총 7편의 신정시들이 추가로 포함되어 있다. 신정시란 절대 주권자이신 하나님이 구속사를 그 근간으로 하여 창조자와 구속자로서 우주와 역사에 대해 베푸시는 경륜과 섭리와 관련된 신정 사상을 노래하는 시이다. 신정시 모음집의 6편의 시들도 우주와 역사를 당신의 거룩한 성품과 공의에 따라 선하게 섭리하시는 절대 주관자 하나님께 대한 세계 만민의 찬양의 당위성과 만민 중에 특별히 선민 이스라엘을 먼저 구약 시대 구속사 전개의 통로로 삼으시고 장차는 세계 열방 모두가 아브라함의 하나님의 백성이 되게 하시는 신 ․ 구약 전시대의 구속사를 진행해 나가시는 하나님의 구속 경륜을 노래하고 있다. 이러한 신정시 모음집의 95~100편을 구속사적 관점에서 조망해 볼 때 우리는 다음과 같은 몇 가지 구속사적 기본 명제들을 정리해 볼 수 있다. 첫째, 전 우주와 세계 역사는 절대자와 초월자이시며 창조주이신 여호와 하나님의 절대 주권에 의해 섭리 ․ 운행된다. 둘째, 세계 역사는 만대의 택한 영혼들의 구원을 위해 구속의 주체이신 절대자 하나님이 진행시키고 계시는 구속사를 중심으로 태초에서 종말로 직선적으로 이어지며 태초에 시작된 것과 마찬가지로 종말에 반드시 끝나는 유한성을 가지고 있다.셋째, 태초 아담의 범죄 이래 인간은 물론 전 우주가 원죄와 자범죄로 오염되어 창조 당시의 성결성과 순수성을 상실하였으며 이로 인해 세계는 심판자이신 하나님의 진노 아래 놓여 종국적인 멸망을 기다리는 상태에 놓이게 되었다. 넷째, 절대 공의이시며 또한 절대 사랑이신 여호와 하나님은 종국적인 멸망 상태에 있는 세계를 그냥 방치하지 아니하시고 태초 아담의 타락 직후 택한 성도 만인의 구원을 예수 구속의 법을 주시고 태초부터 대종말까지 일직선상으로 한 순간의 단절도 없이 구속사를 지행시키고 계시므로 구속사는 절대 연속성을 갖는다. 다섯째, 구속사의 궁극적 주체이신 여호와 하나님께 대한 바른 자세 여부가 곧 선 ․ 악의 기준이며 나아가 이는 단순한 도덕의 문제가 아니라 우리 인간의 전존재의 영복과 영벌을 결정하는 절대 유일의 기준이다. 위와 같은 내용을 미루어 볼때 96편은 일관된 찬양의 촉구를 통하여 여호와 하나님의 절대성과 초월성, 거룩성 및 공의성 등의 성품에 대해 나타나 있다. 그리고 하나님은 이러한 사실을 당신의 구속주와 심판주로서 갖는 사랑과 공의의 품성, 또 은혜와 구원을 보여 주는 역사와 공의와 심판을 보여 주는 역사를 통하여 충분히 게시하여 보여 줌으로써 자유의지를 가진 존재인 인간이 자발적으로 당신을 경외할 수 있게 하셨다. 특별히 이 시편은 시편 93~99편에 자주 증장하는 “여호와께서 통치하시니”(93:1, 97:1, 99:1)의 주제를 노래하는 시편 중의 하나다. 하나님께서 이스라엘을 구원하는 가운데 드러난 하나님의 왕권과 창조 세계에 대한 통치를 강조하는 시편들이다. 특별히 시편 96편은 98편과 많은 용어들과 주제를 공유하고 있는데 특별히 시작과 끝은 매우 유사하다. 다른 인근하는 시편들과도 많은 용어들과 주제를 공유하면서 하나님의 우주적이고도 의로운 통치를 강조한다.

##### 시편 96편의 내용
1. 찬양에 대한 요구 96:1-9
  1. 본문에는 하나님을 찬양하는 요구가 주어지고 있다.
  2. 우리는 여기에서 하나님께 영광을 돌리도록 요구받는다.
    1. 노래를 통해서(1,2절)
    2. 설교를 통해서(3절) 3) 경건한 예배를 통해서(7-9절)

  3. 여기에서는 하나님께 영광을 돌리는 내용들이 언급되고 있다.
    1. 여호와는 광대하심
    2. '존귀와 위엄
    3. 영광의 광채
    4. 능력과 아름다움
    5. 사랑과 반석이심
2. .하나님의 보편적인 통치와 심판 96:10-13복음을 열방들에게 전파할 사람들에게 여러 교훈이 주어진다.
  1. 그들은 여호와 하나님이 통치하시며, 하나님께서 그의 거룩한 산 시온에 두시기로 결정하신 왕, 곧 주 그리스도께서 통치하신다는 사실을 전파해야 한다.
  2. 그들은 그리스도의 왕국이 세상을 행복하게 만들 것이라고 전파해야 한다.
  3. 그리스도의 통치가 정당하고 의롭다는 것을 전파해야 한다(13절).
  4. 그들은 그의 임재가 임박했으며 이 왕, 곧 이 심판자가 문 앞에 서 계시다는 것을 전파해야 한다.
  5. 그들은 메시야와 그의 손에 들린 위대한 진리를 기뻐하도록 사람들을 청해야 한다(11,12절).
    1. 메시야의 날들은 기쁜 날들이다.
    2. 그리스도와 그의 왕국을 환영하는 것은 우리들 각자의 의무다.
    3. 모든 피조물은 그리스도의 왕국이 세워지는 것을 기뻐해야 한다.

##### 시편 96편의 특징
이 시는 찬미의 노래이다. 거기에 10절 이하에서 여호와의 즉위식 노래 형식을 취하고 있다. 또한 본시는 처음부터 끝까지 시종일관 온 만물의 통치자되시는 하나님께 대한 감격적인 찬양에의 권고로 그 내용을 채우고 있는데 찬양의 내용에 따라 다음 세 단락으로 구분된다. 전반부 1~6절은 온 세상을 창조하신 하나님께서 대한 찬양 권고이다. 중반부 7~10절은 온 세상의 통치자되시는 하나님께 대한 찬양 권고이다. 후반부 11~13절은 온 세상의 심판주되시는 하나님께 대한 찬양 권고이다. 특히 시인은 본시에서 찬양과 영광 받으시기에 합당하신 하나님을 구원자이며(2절), 창조자시고(5절), 모든 신들보다 가장 뛰어나신 분이며(4 ,6절) 만국을 통치하시는 분이요(10절) 공의로운 판단자(13절)로 묘사하고 있는데, 그 중에서도 만민을 공평히 판단하실 심판자로서의 하나님에 대한 언급은(10~13절) 만왕의 왕 메시야의 재림을 통해 이루어질 우주적이고 최종적인 공의의 심판과 메시야 왕국의 완성에 대한 예언 구절로 해석된다. 이상에서 보듯 시인은 하나님이 천지 만물의 창조자요 통치자이시며 장차 이 세상을 심판하실 자임을 들어 그의 피조물인 하늘과 땅, 바다 그리고 그 가운데 거하는 모든 것들(11, 12절)에게 하나님께 한 목소리로 우주적 찬양을 드리라고 요청하고 있다. 이는 비단 인간 분 아니라 하나님의 지으신 자연 만물의 본분이 하나님께 찬양과 영광을 돌리는데 있음에 근거한 요청이라고 할 수 있다. 또한 이 시의 중심은 내림하시는 하나님이다. 역사적으로 종말에 오시는 하나님에 대한 찬미의 노래이다. 이 시는 이러한 노래의 유형이 제 2 이사야의 경우와 같이 역사적 종말적인 의미로 전용된다는 것을 잘 보이고 있다. 1절의 ‘새 노래’도 이러한 종말에 하나님의 도래를 영접하는 노래라고 생각할 수 있다. 기자는 여호와를 향하여 새 노래를 부르라고 축구하고, 온 땅이여 여호와를 찬미하라고 촉구한다. 그 이름을 찬미하며 매일 그 구원을 전하라고 촉구한다. 그 이유는 여호와는 천지를 창조하신 자, 참되신 하나님이기 때문이다. 그분은 여러 국민에 의해 영광 받으셔야 할 하나님이시기 때문일뿐더러, 더욱이 결정적으로 이 땅을 심판하실 왕으로서 내림하시고자 하기 때문이다. 여기 심판의 하나님을 기쁨으로 영접할 수 있는 것, 그곳에 하나님에 대한 절대의 신뢰가 있는 것이다. 특히 시인은 ‘새 노래’로 여호와 하나님께 노래하자고 하는데(1절) ‘새 노래’란 하나님의 구원의 은총을 깨닫는 자가 새로운 마음으로 부르는 찬송을 가리킨다. 비록 지금은 우주 만물이 아담의 타락 이래 하나님의 저주 아래 놓여 말할 수 없는 탄식과 고통을 겪고 있지만 장차 그리스도께서 재림하시는 날 만물을 새롭게 회복하실 터인즉 그때 천지 만물 온 우주가 새 노래로 하나님을 찬양하는 장면을 그 모습은 상상만 해도 감격적이다. 한편 이러한 본시는 하나님의 구원과 통치의 대상이 이스라엘 민족 뿐만 아니라 온 세계를 포괄하고 있음을 보여줌으로써 만민 구원사상을 시사하고 있다는 의의를 지닌다.

#### 시편 98편
- 시편 98편은 제 4권에 속한다.
- 이 시편은 아이작 핫츠(Isaac Watts)가 작사한 찬송가 “세상의 기쁨"(통일 찬송가 115장， “기쁘다 구주 오셨네")의 구약 본문이다. 이 찬송은 예수님의 탄생을 이 땅에 진리와 은혜로 다스리시기 위한 주의 강림으로 노래하고 있다. 이 찬송가는 예수님의 탄생을 이미 시편에 선포된 중대하며 단 하나밖에 없는 사건으로 묘사하기 위해 시편의 언어와 주제를 사용한다. 이 시편은 이 세상에 왕으로 오시는 구세주 하나님을 선포한다.
- 시편 98편은 명령 형태의 찬송으로, 세 부분으로 구성되어 있다.
(1)
구절 : 1-3절
해석 : 시인은 새 노래로 하나님께 찬송하라고 요청한다. 하나님께서는 당신의 능력으로 구원을 베푸셨으며 공의를 시행하신다. 이처럼 위대한 구원 행위는 오직 하나님의 신설한 인자와 성실로 인해 가능하다. 그러므로 이스라엘과의 언약을 기억하시는 하나님은 언약 백성들을 구하시고 건지실 것이다. 여기서 ‘새 노래’는 하나님의 승리를 축하하는 곡조이다. 시인은 본 단락에서 찬송의 근거가 되는 역사적 사실에 관하여 분명히 언급하고 있지는 않지만, 구체적인 사건을 통하여 경배자로 하여금 하나님을 ‘구원의 하나님’으로 인식하도록 요구한다. 하나님은 전능하신 능력을 통하여 기이한 일들을 행하신다. 1절의 ‘오른손’과 ‘거룩한 팔’ 은 이러한 사실을 좀 더 효과적으로 설명하기 위한 은유적 표현이다. 하나님은 전능하신 능력을 통하여 승리， 곧 ‘구원’과 ‘의’를 획득하셨다. 이사야서에서도 ‘구원’과 ‘의’는 이 땅 위에서 하나님의 뜻을 세워나가는 데 필요한 예언적 의미를 갖는다. 따라서 열방은 하나님께서 당신의 백성에게 복을 베푸시는 분으로서 최후의 승리자가 되는 모습을 목격하게 될 것이다.
그런데 여기서 ‘새 노래’의 근거는 하나님의 구원이 단지 이스라엘만을 위한 것이 아니라 모든 이방에게로 확장된다는 사실이다. 어떻게 보면 이스라엘을 구원하시는 사실은 전체 이방인을 구원하기 위한 준비라고 볼 수 있다. 하나님께서는 언약 백성 이스라엘에게 인자와 성실을 베푸심으로써 세계 만민을 당신의 백성으로 삼으려고 계획하셨다. 그러므로 이제 하나님의 기이한 행사는 이스라엘의 전유물이 아니라 모든 이방 족속에게도 동일하게 나타난다. 세계 복음화는 구약 시대부터 존재하는 하나님의 궁극적인 목적인 것이다.
(2)
구절 : 4-6절
해석 : 하나님께서 최종적으로 당신의 백성을 구원하시리라는 기대로 인하여 시인은 땅에 있는 거민들에게 하나님 앞에서 즐거워하라고 요청한다. 모든 사람들은 하나님 앞에서 다양한 악기를 통하여 즐거이 소리하며 노래해야 한다. 이미 앞에서 제시된 하나님의 전 우주적인 구원은 땅의 거민들로 하여금 합당한 반응을 요구한다. 곧 땅 위의 모든 사람들은 다가올 하나님의 구원에 대하여 기쁨과 환희에 찬 노래로 화답해야 한다. 이러한 즐거운 찬송은 하나님의 구원 행위가 가져다주는 온갖 혜택들을 기대하는 증거이기도 하다. 그런데 이러한 찬송을 드릴 때 시인은 ‘수금, 나팔, 호각’ 등과 같은 온갖 악기를 사용하도록 촉구한다. 이러한 내용은 1절에 서 언급했던 ‘새 노래’ 가 성전 내에서 하나님의 백성의 공동체적 찬양의 형태로 표현되기를 바라는 의도에서 언급된 것으로 볼 수 있다. 이제 하나님의 백성들은 다양한 음악적 도구들을 사용하여 활기차고 감격적으로 하나님의 구원을 기념해야 한다. 이상에서 우리는 하나님의 구원을 경험한 언약 백성들이 지켜야 할 두 가지 사실을 발견할 수 있다. 하나님께 대한 찬양은 마음으로만이 아니라 구체적인 표현 양식을 요구한다, 하나님의 백성들에게는 반드시 공동체적인 찬양이 있어야 한다.
(3)
구절 : 7-9절
해석 : 구원을 행하시는 위대한 왕을 찬양하던 시인은 본 단락에 이르러 온 우주 만물까지도 악기와 더불어 하나님을 찬양하며 즐거워하라고 요청한다. 시인은 이처럼 모든 피조 세계가 하나님을 찬양해야 하는 이유에 대하여 하나님께서 공의로 세계를 심판하실 것이기 때문이라고 말한다. 이제 시인은 결론적으로 다시 한 번 하나님께서 세상에 강림하셔서 구원과 공평을 베푸신다고 강조한다. 이처럼 창조주이신 동시에 구원자이신 하나님은 스스로 만물을 회복시키실 것이다. 하나님께서 당신의 백성을 회복시키신다는 사실은 결국 만물의 궁극적인 회복에 대한 서곡으로 볼 수 있다. 그러므로 하나님의 기이한 행사의 영역은 이 세상 전체로 확장되는 것이다. 곧 바다와 땅 위에 있는 동물과 식물과 물과 산 등 모든 자연 세계가 하나님의 오심을 고대한다. 결국 하나님의 오심은 공평과 의로써 세상을 통치하시는 하나님의 우주적 계획의 일환인 것이다. 이처럼 시인의 예언자적 전망이 두드러지게 나타나는 본 단락은 미래에 이루어질 하나님의 임재에 대한 확고한 신뢰를 통하여 현재 눈앞에 보이는 모든 피조물의 찬양을 감격적으로 주목하고 있다.
이러한 내용을 통하여 우리는 다음과 같은 교훈을 얻을 수 있다.
1. 하나님께서는 택한 백성을 향하여 약속하신 구원을 성실하게 실천하고 계신다.
2. 하나님의 백성들은 현재의 공동체적인 찬양을 통하여 구원을 더욱 확증할 수 있다.
3. 언약 백성들은 어떠한 상황 속에서도 언제나 구원의 확신에 대한 감격 속에서 살아야 한다.

### 제5권 (107편-150편)

#### 시편 150편
시편 150편은 찬양하라는 구성소들로 이루어져 있다. 이 시편은 “할렐루야 구조를 가진 마지막 시편으로 시편의 책을 마감하는 송영으로 여겨진다. 하지만 이 시편을 이러한 목적으로 지어졌다고 결론을 내릴 수 없다. 이 시편은 다른 시편들이 증거 하는 '예배하는 심령'이라는 문제와 '하나님을 합당하게 찬양 드릴 것인가' 하는 문제를 다루고 있다. 하늘의 성소에 계신 하나님에 대한 인식을 고취시킨다. 하늘과 땅에 있는 모든 피조물들은 하나님을 찬양해야 한다고 한다. 그렇기 때문에 각 세대가 여호와를 찬양하기를 원하고 있다.
1절 - 시편의 저자는 다시 “할렐루야”를 외친 후 하나님의 궁창에서 찬양을 드리라고 요청한다.
2절 - 찬양에 대한 이유
하나님이 행하신 일이 뛰어나기 때문에 이러한 찬양을 해야 한다.
3~5절 - 찬양에 대한 재요청
악기(나팔, 비파, 수금, 소고, 현악, 퉁소, 제금 등)와 춤으로 하나님을 찬양해야한다.
6절 - 찬양에 대한 마지막 요청
시편의 마지막 구절은 적절하게도 호흡이 있는 모든 생물들은 하나님을 찬양하라고 하고 있다.
시편의 마지막은 ‘할렐루야’ 로 끝이 난다.

## 유명한 편들
- 시편 23편 : 이 시를 주제로 한 찬양들이 많을 정도로 상당히 애송되는 시이다.
- 시편 51편 : 다윗이 밧세바와 간통 후에 하느님 앞에 회개하고 은혜를 구하며 지은 시이다.
- 시편 117편 : 성경에서 가장 짧은 장이다. 총 2절로 구성되어 있다.
- 시편 119편 : 성경에서 가장 긴 장이다. 총 176절로 구성되어 있다.
- 시편 136편 : 대 할렐 (The Great Hallel)이라 불린다.
- 시편 150편 : 하나님을 왜, 어떻게 찬양해야하는지 자세하게 설명한 시이고, 이 시도 시편 23편못지 않게 찬양들이 만들어져 있다. 대 할렐루야 (The Great Hallelujah)라고 칭하여진다.

## 참고 도서
- Briggs, C. A., and Briggs, E. G. A Critical and Exegetical Commentary on the Book of 		Psalms. ICC. 2 volumes. Edinburgh: T. & T. Clark, 1906-7.
- Craigie, Peter C. Psalms 1-50. WBC. Waco: Word, 1983.
- Dahood, Mitchell. Psalms. AB. 3 volumes. Garden City, N. Y.: Doubleday, 1966-70.
- Delitzsch, Franz. Biblical Commentary on the Psalms. Trans. by David Eaton. 3 volumes. 	London: Hodder and Stoughton, 1902.
- Gunkel, H. Die Psalmen uebersetzt und erklaert. HKAT II/2. 4th ed. Goettingen: 				Vandenhoeck und Ruprecht, 1926.
- Kraus, Hans-Joachim. Psalms. A Commentary. 2 volumes. Minneapolis: Augsburg 			Publishing House, 1988.
- Weiser, A. The Psalms: A Commentary. OTL. London: SCM, 1959.
- 김정우. 「시편 주석 I」 서울: 총신대학 출판부, 1998.
- 최종태 「시편 주석 I」 서울: 횃불, 2006.
- 최종태 「시편 주석 II」 서울: 횃불, 2006.
- 최종태 「시편 주석 III」 서울: 횃불, 2006.

## 같이 보기
- 셀라
- 주네브 시편가
- 유대교
- 기독교